# Cleomede
Cleomede (in greco antico: Κλεομήδης?, Kleomédēs; dopo il I secolo a.C.) è stato un astronomo e matematico greco antico vissuto nel periodo imperiale.

## Biografia
La sua datazione è molto incerta. È certamente posteriore a Posidonio, che cita estensivamente, ma non abbiamo utili limiti superiori. Nella sua opera non è mai citato Claudio Tolomeo, ma il tentativo di dedurre da ciò che Cleomede gli sia anteriore non ha avuto successo tra gli studiosi.

## Opera
Cleomede è autore di un trattato solitamente indicato con il titolo latino De motu Circulari Corporum Caelestium (ma edita da Todd con il titolo Caelestia). Il De motu Circulari Corporum Caelestium appare essenzialmente una compilazione astronomica di carattere divulgativo, ma la perdita delle sue fonti la rende una testimonianza spesso preziosa, che è stata usata soprattutto per ricostruire aspetti del pensiero astronomico di Posidonio. 
In un passo particolarmente interessante Cleomede assume che le stelle fisse siano enormemente più lontane del Sole e ne deduce che potrebbero anche essere soli più grandi del nostro. L'assunzione coincide con quella che era stata fatta da Aristarco di Samo e la conclusione anticipa idee solitamente considerate moderne. Un paio di pagine sono dedicate al metodo usato da Eratostene di Cirene per misurare il meridiano terrestreː in effetti, l'esposizione si presenta come una divulgazione dell'opera perduta di Eratostene Sulla misura della Terra e costituisce la nostra principale fonte sull'argomento.

## Edizioni e traduzioni
- Robert Todd, Cleomedis Caelestia, Leipzig, Teubner, 1990, ISBN 3322007456.
- R. Goulet, Théorie élémentaire (“De motu circulari corporum caelestium”), Parigi, Vrin, 1980.
- Alan C. Bowen, Robert B. Todd, Cleomedes' Lectures on Astronomy. A Translation of 'The Heavens' with an Introduction and Commentary, Berkeley, University of California Press, 2004.